# 이즈미 시게치요
이즈미 시게치요(泉重千代, ?~1986년 2월 21일)는 일본의 인물이자, 니와 가와모토가 1976년 11월 16일에 사망한 후 생존 최고령자로 선정된 일본인 남성이다. 이즈미가 주장한 1865년 6월 29일 생년월일은 기네스 세계 기록에 의해 인정되어 그를 역대 최고령 남성으로 인정했지만 결국 2010년에 철회되었다. 기네스 세계 기록 2012년 판에서는 크리스티안 모르텐센이 "역사상 가장 나이가 많은 검증된 남성"으로 선정되었으며 이즈미는 언급되지 않았다.

## 같이 보기
- 장수 (수명)
- 생물학적 노화
- 슈퍼센티네리언